# アンヘル・ダビド・ロドリゲス
アンヘル・ダビド・ロドリゲス・ガルシア（Ángel David Rodríguez García、1980年4月25日 ‐ ）は、スペイン・マドリード出身の陸上競技選手。専門は短距離走。60mで6秒55（元室内スペイン記録）、100mで10秒14（元スペイン記録）の自己ベストを持つ。2011年大邱世界選手権男子100mのセミファイナリストである。

## 経歴

### 2008年
7月2日、サラマンカで行われた大会の男子100mで10秒14（+1.7）のスペイン記録（当時）を樹立し、ヴェナンシオ・ホセ (en) が保持していた従来の記録を0秒03塗り替え、スペイン史上2人目となる10秒1台に突入した。

### 2011年
8月7日、マラガで行われた大会の男子200mで20秒34（+2.5）をマークし、追い風参考記録ながら当時のスペイン記録（20秒59）を上回った。
8月、大邱世界選手権の男子100m予選を10秒37（-0.7）の組3着で突破し、男女通じてスペイン勢初となる世界選手権の100mセミファイナリストとなった。準決勝では予選よりもタイムを落とし、10秒49（-0.4）で組7着に終わった。

### 2013年
2月8日、デュッセルドルフで行われた大会の男子60mで6秒55の室内スペイン記録（当時）を樹立し、ヴェナンシオ・ホセが保持していた従来の記録を0秒03更新した。
7月13日、マドリード・ミーティング (en) の男子100mで10秒15（+1.8）をマークし、33歳ながら自身の持つスペイン記録に0秒01差と迫った。
8月、モスクワ世界選手権の男子100mと男子4×100mリレーに出場。男子100mは予選で組3着までに入れば着順で準決勝に進出できたが、結果は10秒23（-0.1）の組4着に終わり、組3着とは0秒02差で惜しくも準決勝進出を逃した。男子4×100mリレーは予選でスペインチームのアンカーを務め、38秒46のスペイン記録樹立に貢献したものの、0秒05差で決勝進出を逃した。

### 2017年
6月3日、カルロス・ギル・ペレス (es) 記念の男子100mで10秒12（+3.7）をマーク。追い風参考記録ながら自己ベスト（10秒14）を上回り、公認記録ならばロンドン世界選手権の参加標準記録（10秒12）突破となる好タイムを37歳という年齢でマークした。

## 人物・エピソード
スペインのサッカークラブ、レアル・マドリード所属のクリスティアーノ・ロナウドと25m勝負をしたことがある。勝負は直線とジグザグの2本で、直線の勝負は3秒31をマークしてロナウドに勝利したが（ロナウドは3秒61）、ジグザグの勝負は6秒35をマークしたロナウドに敗れた（ロドリゲスは6秒86）。

## 自己ベスト
記録欄の（　）内の数字は風速（m/s）で、+は追い風を意味する。
| 種目 | 記録            | 年月日        | 場所             | 備考               |
| 屋外 | 屋外            | 屋外          | 屋外             | 屋外               |
| ---- | --------------- | ------------- | ---------------- | ------------------ |
| 100m | 10秒14（+1.7）  | 2008年7月2日  | サラマンカ       | 元スペイン記録     |
| 100m | 10秒12w（+3.7） | 2017年6月3日  | サラマンカ       | 追い風参考記録     |
| 200m | 20秒61（-0.9）  | 2008年7月19日 | バルセロナ       |                    |
| 200m | 20秒34w（+2.5） | 2011年8月7日  | マラガ           | 追い風参考記録     |
| 室内 |                 |               |                  |                    |
| 50m  | 5秒77           | 2010年3月5日  | リエヴァン       |                    |
| 60m  | 6秒55           | 2013年2月8日  | デュッセルドルフ | 元室内スペイン記録 |

## 主要大会成績
備考欄の記録は当時のもの
| 年   | 大会                          | 場所               | 種目    | 結果    | 記録          | 備考              |
| ---- | ----------------------------- | ------------------ | ------- | ------- | ------------- | ----------------- |
| 1998 | 世界ジュニア選手権 (en)       | アヌシー           | 100m    | 2次予選 | 10秒91 (-0.7) |                   |
| 1998 | 世界ジュニア選手権 (en)       | アヌシー           | 4x100mR | 4位     | 40秒48 (4走)  |                   |
| 1999 | ヨーロッパジュニア選手権 (en) | リガ               | 100m    | 6位     | 10秒49 (+3.3) |                   |
| 1999 | ヨーロッパジュニア選手権 (en) | リガ               | 4x100mR | 決勝    | DNF (4走)     | 予選40秒40 (4走)  |
| 2001 | ヨーロッパU23選手権 (en)      | アムステルダム     | 100m    | 予選    | 10秒75 (+0.9) |                   |
| 2001 | ヨーロッパU23選手権 (en)      | アムステルダム     | 4x100mR | 5位     | 40秒22 (3走)  |                   |
| 2002 | ヨーロッパ選手権 (en)         | ミュンヘン         | 4x100mR | 5位     | 39秒07 (2走)  |                   |
| 2002 | ワールドカップ (en)           | マドリード         | 100m    | 8位     | 10秒78 (-0.3) |                   |
| 2002 | ワールドカップ (en)           | マドリード         | 4x100mR | 8位     | 39秒64 (3走)  |                   |
| 2004 | イベロアメリカ選手権 (en)     | ウエルバ           | 200m    | 4位     | 21秒69 (-4.3) |                   |
| 2004 | イベロアメリカ選手権 (en)     | ウエルバ           | 4x100mR | 2位     | 39秒70 (4走)  |                   |
| 2005 | 地中海競技大会 (en)           | アルメリア         | 100m    | 決勝    | DNF           | 予選10秒63 (-1.0) |
| 2005 | 地中海競技大会 (en)           | アルメリア         | 4x100mR | 5位     | 39秒84 (2走)  |                   |
| 2006 | ヨーロッパ選手権              | ヨーテボリ         | 100m    | 準決勝  | 10秒33 (+1.5) |                   |
| 2006 | ヨーロッパ選手権              | ヨーテボリ         | 4x100mR | 予選    | DQ (2走)      |                   |
| 2007 | ヨーロッパ室内選手権 (en)     | バーミンガム       | 60m     | 準決勝  | 6秒70         |                   |
| 2007 | 世界選手権                    | 大阪               | 100m    | 2次予選 | 10秒39 (-0.5) |                   |
| 2008 | 世界室内選手権                | バレンシア         | 60m     | 準決勝  | 6秒70         |                   |
| 2008 | オリンピック                  | 北京               | 100m    | 2次予選 | 10秒35 (+0.1) |                   |
| 2008 | オリンピック                  | 北京               | 200m    | 2次予選 | 20秒96 (+0.1) |                   |
| 2009 | ヨーロッパ室内選手権 (en)     | トリノ             | 60m     | 予選    | 6秒73         |                   |
| 2009 | 地中海競技大会 (en)           | ペスカーラ         | 100m    | 5位     | 10秒41 (+1.0) |                   |
| 2009 | 地中海競技大会 (en)           | ペスカーラ         | 200m    | 5位     | 21秒05 (-0.4) |                   |
| 2009 | 世界選手権                    | ベルリン           | 100m    | 2次予選 | 10秒39 (+0.1) |                   |
| 2009 | 世界選手権                    | ベルリン           | 200m    | 1次予選 | 21秒37 (-0.6) |                   |
| 2010 | 世界室内選手権                | ドーハ             | 60m     | 準決勝  | 6秒69         |                   |
| 2010 | イベロアメリカ選手権 (en)     | サン・フェルナンド | 100m    | 予選    | DQ            |                   |
| 2010 | イベロアメリカ選手権 (en)     | サン・フェルナンド | 4x100mR | 2位     | 39秒45 (2走)  |                   |
| 2010 | ヨーロッパ選手権              | バルセロナ         | 100m    | 準決勝  | 10秒51 (-1.0) |                   |
| 2010 | ヨーロッパ選手権              | バルセロナ         | 4x100mR | 決勝    | DNF (2走)     | 予選39秒30 (2走)  |
| 2011 | ヨーロッパ室内選手権 (en)     | パリ               | 60m     | 準決勝  | 6秒76         |                   |
| 2011 | 世界選手権                    | 大邱               | 100m    | 準決勝  | 10秒49 (-0.4) |                   |
| 2012 | 世界室内選手権                | イスタンブール     | 60m     | 準決勝  | 6秒71         |                   |
| 2012 | ヨーロッパ選手権              | ヘルシンキ         | 100m    | 予選    | DNS           |                   |
| 2012 | オリンピック                  | ロンドン           | 100m    | 予選    | 10秒34 (-1.4) |                   |
| 2013 | 世界選手権                    | モスクワ           | 100m    | 予選    | 10秒23 (-0.1) |                   |
| 2013 | 世界選手権                    | モスクワ           | 4x100mR | 予選    | 38秒46 (4走)  | スペイン記録      |
| 2014 | ヨーロッパ選手権              | チューリッヒ       | 100m    | 準決勝  | 10秒76 (+0.6) |                   |
| 2015 | ヨーロッパ室内選手権 (en)     | プラハ             | 60m     | 準決勝  | 6秒91         |                   |
| 2016 | 世界室内選手権                | ポートランド       | 60m     | 予選    | 6秒74         |                   |
| 2016 | イベロアメリカ選手権 (en)     | リオデジャネイロ   | 100m    | 準決勝  | 10秒45 (+0.8) |                   |
| 2016 | イベロアメリカ選手権 (en)     | リオデジャネイロ   | 4x100mR | 4位     | 39秒28 (4走)  |                   |
| 2016 | ヨーロッパ選手権              | アムステルダム     | 100m    | 準決勝  | 12秒13 (+0.6) |                   |
| 2016 | ヨーロッパ選手権              | アムステルダム     | 4x100mR | 予選    | 39秒15 (4走)  |                   |
| 2017 | ヨーロッパ室内選手権 (en)     | ベオグラード       | 60m     | 予選    | 6秒79         |                   |
| 2018 | 世界室内選手権                | バーミンガム       | 60m     | 準決勝  | 6秒67         |                   |